# Kim Whanki
Dans ce nom, le nom de famille, Kim, précède le nom personnel coréen.
Kim Whanki (hangeul : 김환기), né le 27 février 1913 à Anjwado et mort le 25 juillet 1974 à New York, est un peintre sud-coréen.